# اکسی‌کونازول
اکسی‌کونازول (انگلیسی: Oxiconazole) (با نام‌های تجاری Oxistat در ایالات متحده، Oxizole در کانادا) یک داروی ضد قارچ است که معمولاً در کرم یا لوسیون برای درمان عفونت‌های پوستی مانند پای ورزشکاران، تینیا کروریس و درماتوفیتوز تجویز می‌شود. همچنین می‌توان آن را برای درمان بثورات پوستی به نام تینه آ ورسیکالر، ناشی از رشد بیش از حد مخمر سیستمیک (Candida spp.) تجویز کرد.
این دارو در سال ۱۹۷۵ میلادی ثبت اختراع شد و در سال ۱۹۸۳ برای استفاده پزشکی تأیید شد.